# Parageaya ciliata
Parageaya ciliata is een hooiwagen uit de familie Sclerosomatidae.